# Хорощинка
Хорощинка (пол. Choroszczynka) — деревня в Бяльском повете Люблинского воеводства Польши. Входит в состав гмины Тучна. По данным переписи 2011 года, в деревне проживало 150 человек.

## География
Деревня расположена на востоке Польши, на расстоянии приблизительно 26 километров к юго-востоку от города Бяла-Подляска, административного центра повета. Абсолютная высота — 155 метров над уровнем моря. К востоку от населённого пункта проходит региональная автодорога 816.

## История
Упоминается в 1570 году как Корощонка (Koroszczonka). Также деревня была известна под названием Хорощавка (Choroszczawka).По данным на 1827 год имелось 79 дворов и проживал 481 человек. Согласно «Справочной книжке Седлецкой губернии на 1875 год» деревня входила в состав гмины Полоски Бельского уезда Седлецкой губернии.
В период с 1975 по 1998 годы находилась в составе Бяльскоподляского воеводства.

## Население
Демографическая структура по состоянию на 31 марта 2011 года:
|         | Всего | До трудоспособного возраста | Трудоспособного возраста | Старше трудоспособного возраста |
| ------- | ----- | --------------------------- | ------------------------ | ------------------------------- |
| Мужчины | 78    | 10                          | 51                       | 17                              |
| Женщины | 72    | 7                           | 35                       | 30                              |
| Всего   | 150   | 17                          | 86                       | 47                              |